# ザムトゲマインデ・ラードルフスハウゼン
ザムトゲマインデ・ラードルフスハウゼン (ドイツ語: Samtgemeinde Radolfshausen) は、ドイツ連邦共和国ニーダーザクセン州ゲッティンゲン郡のザムトゲマインデ（集合自治体）である。1973年にニーダーザクセン州の市町村新設に伴い成立した。このザムトゲマインデの本部はエーバーゲッツェンにある。

## ザムトゲマインデを構成する町村
ラードルフスハウゼンという町は存在しない。このザムトゲマインデを構成するのは以下の町村である。
- エーバーゲッツェン （ホルツェローデ集落を含む）
- ランドルフスハウゼン（ファルケンハーゲン、マッケンローデ、ポッツヴェンデン集落を含む）
- ゼーブルク（ベルンスハウゼン集落を含む）
- ゾイリンゲン
- ヴァーケ（ベージングハウゼン集落を含む）

## 歴史
ザムトゲマインデ・ラードルフスハウゼンは、1973年の春に創設された。この名前は、かつてのアムトベツィルク・ラードルフスハウゼンに由来する。この旧アムトベツィルクの行政庁舎は後にラードルフスハウゼン営林署となり、エーバーゲッツェンのヴァイスヴァッサーバッハ川がアウエ川に合流するあたりにある。この建物は1711年に建設されたバロック様式の木組み建築である。この地域に人が定住したのは中世にまで遡り、13世紀から14世紀に造られた後期ロマネスク様式や後期ゴシック様式の建物を見ることができる。ヴァイスヴァッサーバッハ川とアウエ川との間に、かつての水城の中核部分が土塁や堀とともに遺されている。広さは、おおよそ 75 m × 100 m で、居住空間は 45 m × 60 m 程と見積もられている。新石器時代の石斧が出土しており、中世以前に先行する入植地があったことがわかっている。1998年3月に「旧アムト・ラードルフスハウゼン」協会が発足した。その目的は、かつての営林署の敷地内の建築物を保護することである。ここは特に開発された地域の中で歴史的要素を保っており、居住塔だけでなく歴史的なヴォールトの地下倉庫や馬車庫も見られる。この他にも保護すべきものとしては、数多くのシナノキや幹の太さが 1 m を超えるニーダーザクセン州/ヘッセン州/ノルトライン＝ヴェストファーレン州で最も太いクルミの木といった特殊な植物が挙げられる。

## 行政

### 紋章
図柄: 金地と赤地に左右二分割。基部から6本スポークの輪の一部が覗いている。輪は向かって左半分が赤、右半分が銀色に塗り分けられている。主部は、向かって左に赤い壁の留め具、右に青い舌や爪で威嚇する立ち上がった金の獅子。
意味: 旧ゲッティンゲン郡に含まれる町や集落は、昔はアムト・ランドルフスハウゼンに属していた。壁の留め具や獅子は、19世紀半ばまで用いられていたアムト・ラードルフスハウゼンの紋章にちなんだものである。
紋章基部に配された輪は、アイヒスフェルトの町や集落がかつて属したマインツ大司教を示している。基部から一部だけを覗かせて左右で塗り分けられた輪は2つの意味を持っている。一つは1945年以後のアイヒスフェルトの分割を示すものであり、もう一つは異なる色で塗り分けることにより、このザムトゲマインデに属す町が2つの異なる地域からなっていることを示しているのである。
この紋章は1980年10月15日にザムトゲマインデの議会で採択され、2月2日にゲッティンゲン郡の認可を受けた。

## 引用
1. ↑  Landesamt für Statistik Niedersachsen, LSN-Online Regionaldatenbank, Tabelle A100001G: Fortschreibung des Bevölkerungsstandes, Stand 31. Dezember 2023
2. ↑  Gerhard Ströhlein: Zu Besuch in Deutschlands Mitte. Natur - Kultur - Tourismus. In: Tobias Reeh, Gerhard Ströhlein (Hrsg.): ZELTForum - Göttinger Schriften zur Landschaftsinterpretation und Tourismus. 3, Universitätsverlag, Göttingen 2006, ISBN 3-938616-55-5, p. 136.